# Jag har blott två små händer
Jag har blott två små händer är en barnpsalm av Nicholas L. Ridderhof. Psalmen har fyra 2-radiga verser och har ingen refrängtext.

## Publicerad i
- Herde-Rösten 1892 som nr 608 under rubriken "Barnsånger" med titeln "Barnets uppoffring".